# Anes Omerovic
Anes Omerovic (* 20. Mai 1998 in Dornbirn) ist ein österreichischer Fußballspieler.

## Karriere

### Verein
Omerovic begann seine Karriere beim FC Dornbirn 1913. Zur Saison 2012/13 kam er in die AKA Vorarlberg. Zur Saison 2014/15 wechselte er nach England in die Jugend von Aston Villa. Nach der Saison 2015/16 verließ er Aston Villa.
Nach einem halben Jahr ohne Verein kehrte er im Jänner 2017 nach Österreich zurück und wechselte zum Regionalligisten SV Schwechat. Nach der Saison 2016/17 verließ er Schwechat, ohne ein Spiel für den Verein absolviert zu haben.
Nach erneut einem halbe Jahr ohne Verein wechselte er im Jänner 2018 zu den Amateuren des FK Austria Wien. Im März 2018 debütierte er in der Regionalliga, als er am 21. Spieltag der Saison 2017/18 gegen den ASK Ebreichsdorf in der 74. Minute für Manprit Sarkaria eingewechselt wurde. Sein erstes Tor erzielte er im Mai 2018 bei einem 3:0-Sieg gegen den FCM Traiskirchen. Bis Saisonende absolvierte er neun Spiele in der Regionalliga und erzielte dabei ein Tor, mit der Zweitmannschaft der Austria stieg er zu Saisonende in die 2. Liga auf. Daraufhin verließ er den Verein jedoch.
Nach abermals einem halben Jahr ohne Verein wechselte er im Jänner 2019 zu seinem Jugendklub FC Dornbirn. Bis Saisonende kam er zu elf Einsätzen in der Regionalliga, in denen er zwei Tore erzielte; zu Saisonende stieg er mit dem Verein als Meister der Westliga zudem in die 2. Liga auf. Sein Debüt in der zweithöchsten Spielklasse gab er im Juli 2019, als er am ersten Spieltag der Saison 2019/20 gegen den SC Austria Lustenau in der Startelf stand. Nach eineinhalb Jahren bei den Vorarlbergern verließ er Dornbirn nach der Saison 2019/20.
Daraufhin wechselte er im September 2020 in die zweitklassige Schweizer Challenge League zum FC Winterthur, bei dem er einen bis Juni 2022 laufenden Vertrag erhielt. Für Winterthur kam er in der Saison 2020/21 zu 19 Einsätzen in der zweithöchsten Schweizer Spielklasse. Zur Saison 2021/22 kehrte er nach einem Jahr im Ausland wieder nach Dornbirn zurück. Nach seiner Rückkehr kam er zu 14 Zweitligaeinsätzen für Dornbirn. Im Jänner 2022 wechselte er nach Liechtenstein zum in der Challenge League spielenden FC Vaduz. Dort gewann er am Ende der Saison den Liechtensteiner Cup durch einen 3:1-Sieg im Finale über den USV Eschen-Mauren. Für Vaduz kam er in zwei Jahren zu 24 Einsätzen in der Challenge League. Nach der Saison 2022/23 verließ er den Verein wieder.
Anschließend kehrte er zur Saison 2023/24 nach Österreich zurück und wechselte zum Zweitligisten First Vienna FC, bei dem er einen bis 2025 laufenden Vertrag erhielt. Für die Vienna kam er zu 57 Zweitligaeinsätzen, ehe er den Verein per Vertragsende nach der Saison 2024/25 verließ.

### Nationalmannschaft
Omerovic spielte im März 2013 erstmals für eine österreichische Jugendnationalauswahl. Im August 2014 debütierte er gegen Bulgarien für die U-17-Mannschaft. Mit dieser nahm er 2015 auch an der EM teil, bei der man als Dritter der Gruppe A in der Vorrunde ausschied. Omerovic kam während des Turniers in allen drei Spielen zum Einsatz. Im November 2015 absolvierte er dann gegen Italien sein einziges Spiel für das U-18-Team.

## Erfolge
- Liechtensteiner Cup: 2022